# Snjeguljica i sedam patuljaka
 Ovo je glavno značenje pojma Snjeguljica i sedam patuljaka. Za druga značenja pogledajte Snjeguljica i sedam patuljaka (razdvojba).
Snjeguljica i sedam patuljaka je njemačka narodna bajka, koju su zapisali njemački pisci bajki Braća Grimm (Wilhelm i Jacob). 
U bajci se radi o djevojci, Snjeguljici, koja živi u dvorcu s izuzetno lijepom maćehom i njenim dvorjanima. Njena maćeha je bila čarobnica (vještica), a izuzetno je patila od taštine (htjela je biti najljepša na svijetu). Imala je čarobno zrcalo koje joj je na njen upit govorilo tko je najljepša žena na svijetu. Naravno, bila je to upravo ona. No kad je djevojčica izrasla u prekrasnu djevojku i riječi čarobnog zrcala su se promijenile. Maćeha se užasno iznenadila na riječi da više nije ona najljepša, nego da ju je ljepotom nadmašila njena pokćerka.
Od ljutine, maćeha je naredila lovcu da odvede Snjeguljicu duboko u šumu i kao dokaz o obavljenom poslu da joj donese njeno srce. Lovac ju nije imao srca ubiti, pa ju je pustio. Kraljici je kao dokaz o smrti donio srce divlje svinje. Snjeguljica je dugo lutala šumom, dok nije naišla na jednu kućicu, u kojoj se ispostavilo da živi sedam malih ljudi - patuljaka. Kako nije nikog bilo doma, legla je na krevet i zaspala. Patuljci su bili iznenađeni kad su je zatekli u svojim krevetima, ali im je prirasla srcu i pustili su je da kod njih živi kako je se ne bi dočepala maćeha.
No, lovac nije mogao skriti maćehi da je Snjeguljica živa. Imala je ona svoje zrcalo koje joj je reklo gdje ona sada obitava. Nije joj preostalo ništa drugo nego da stvar preuzme u svoje ruke. Ona se preobukla u staricu i jednu je jabuku načinila otrovnom. Uputila se prema kući patuljaka. Kada je stigla tamo, patuljaka nije bilo kod kuće jer su radili u rudniku. Dočekala ju je Snjeguljica koje je po kući spremala. Ljubazno je "staricu" ponudila vodom ne sluteći da je ona njena maćeha. Ona joj je u znak zahvalnosti darovala najljepšu jabuku - onu otrovnu.
Zagrizavši je, Snjeguljica je brzo, kao pokošena, pala na pod. Takvu su je zatekli i patuljci kad su se nakon posla vratili kući. Snašla ih je velika tuga. Nisu se mogli odvojiti od mrtvog Snjeguljičinog tijela. Sagradili su joj stakleni lijes i izložili je u prirodu. Tim je krajem prolazio kraljević jašući na konju. Oduševio se njenom ljepotom, iako više nije bila živa. Zamolio je patuljke da mu daju lijes s njenim tijelom, na što su oni i pristali. No, prilikom prenošenja lijesa jedan od patuljaka se sapleo, pa je od udarca lijesa od tlo Snjeguljici ispao iz grla komadić otrovne jabuke. Na njihovo veselje, oživjela je i pošla s kraljevićem u njegov dvorac, gdje je živjela s njim dugo i sretno.